# زیبانعنا
نعناع زیبا یا زیبانعناع دارای نام علمی(calamintha)  یک سرده از تیرهٔ نعناعیان است.
نعناع زیبا سرده‌ای است از نعناعیان شامل گیاهان یک یا چندسالهٔ علفی با برگ‌های متقابل و دندانه‌دار و گل‌هایی که در محور برگ‌ها، در چرخه‌های ۶ تایی و ۱۰ تایی ظاهر می‌شوند و گل‌آذین خوشه‌ای مرکب یا سنبله تشکیل می‌دهند و جام گل آنها صورتی و بنفش است و به شکل لوله‌ای بلند از کاسهٔ گل بیرون می‌آید و لبهٔ زِبَرین آن راست و تقریباً مسطح و لبهٔ زیرین دارای سه دندانه است.